# Davide Peiretti
Davide Peiretti (Torino, 19 febbraio 1933 – Torino, 15 gennaio 2008) è stato un pittore e liutaio italiano.

## Biografia
Discendente da una famiglia che dal 1870 si occupava di costruzione e restauro di armonium e strumenti ad arco, alterna nel corso della sua vita la sua attività di pittore a quella di liutaio.
Nel 1870 il nonno, Medardo Peiretti, viene preso a bottega da Jean Bocà che aveva aperto un laboratorio a Torino. Col passare degli anni Medardo rileva l'azienda. 
Medardo scomparve nel 1933 dopo aver insegnato il mestiere al figlio Michele (nato nel 1900) che proseguirà l'attività di costruttore di armonium e restauratore di strumenti ad arco fin quasi alla propria morte avvenuta nel 1970.
Davide Peiretti entra nella bottega del padre giovanissimo e rimane a lavorare con lui fino a vent'anni, età in cui lascia questa attività per dedicarsi alla pittura. Il successo ottenuto in questo campo, che lo vede impegnato in numerose mostre sia in Italia che all'estero, lo tiene per diversi anni lontano dalla liuteria.
La passione per la pittura lo porta infatti, poco più che ventenne, a Parigi, dove risiede per due anni entrando in contatto con gli esponenti delle nuove correnti dell'arte contemporanea. Tornato a Torino si iscrive all'Accademia del Nudo, diventando allievo di Filippo Scroppo.
Sceglie la tecnica astratta come la più congeniale alla sua poetica fantastica e diviene parte attiva della vivacissima stagione che vede, tra il 1960 e il 1990, Torino centro delle arti figurative, con nomi che acquisteranno fama internazionale.
Partecipa a numerose mostre collettive e, nel 1965, tiene la sua prima personale alla Galleria d’Arte “Botero” di Torino.
Nel '67 sposa la clavicembalista Rita Burò per la quale costruirà tre clavicembali. 
Lo stesso anno ottiene il primo riconoscimento vincendo il I premio nazionale “Il Punto d’Oro” di Sciacca.
Nel corso degli anni espone in mostre personali alla Scotland House di Milano, all’Università degli Studi – Collegio Cairoli – di Pavia, alla Galleria “La Cittadella”, alla Libreria “Campus” di Torino e al Forte dell’Annunziata di Ventimiglia.
Nel 1979 realizza il dipinto "Les Règions inconnues". A differenza delle molte occasioni in cui la musica è stata di ispirazione per la nascita dei suoi quadri, quest’ultimo ha ispirato al compositore Daniele Bertotto una sinfonia che porta lo stesso nome e che è stata eseguita dall'Orchestra Sinfonica Nazionale della Rai nell'Auditorium A. Toscanini di Torino.
Nell’82 la Promotrice delle Belle Arti di Torino gli dedica una personale dove espone anche il grande “Telero” (m.6,50 x 7,35), una delle sue opere maggiori. Il Telero sarà installato sia a Torino che a Chieri nel 2010 in occasione di due concerti in suo ricordo e nella Palazzina di Caccia dei Gonzaga a Bosco Fontana (MN) nel 2017 in occasione di uno spettacolo dedicato all’Orlando Furioso.
Nel corso degli anni ’80 espone più volte all’estero: nel 1984 all’Istituto Italiano di Cultura di Amsterdam, nel 1986 al Banco di Roma di Bruxelles, nel 1989 al Music Sources a Berkeley, all’Istituto italiano di Cultura e alla Leonardo Da Vinci Society di San Francisco.
Uomo di profonda cultura filosofica, umanistica e musicale, è legato, oltre ai colleghi pittori e scultori, anche a personalità di spicco del panorama torinese, come il filosofo Sergio Ruffino, il compositore Gilberto Bosco e lo scrittore Alessandro Buffa. Intensa è, inoltre, la sua collaborazione con il mondo musicale, mediata dalla moglie Rita e dal figlio Alessandro violoncellista (per il quale costruisce due strumenti), che lo porta a realizzare numerose opere ispirate a brani di compositori sia antichi che contemporanei.
Dagli amici musicisti viene poi coinvolto, sempre più di frequente, nel restauro di strumenti antichi. La sua abilità richiama clienti sempre più numerosi imponendogli, quasi suo malgrado, di dedicarsi alla liuteria a tempo pieno.
Durante la sua attività da liutaio si occupa principalmente dello studio e del restauro di strumenti ad arco ed ha al suo attivo importanti interventi su strumenti della liuteria classica (Marchetti, Rinaldi, Stradivari, Klotz, Testore, G. Battista e Paolo Grancino, Arienti, Ruggeri, Maggini, Odoardi, Cerutti, Dodi e Guadagnini).
Ha lavorato per enti e istituzioni quali il Torino, di Alessandria e di Cuneo, e l’Orchestra Nazionale della Rai.
Muore a Torino il 15 gennaio 2008.
Philippe Daverio dirà di lui: 

## Retrospettive
- 2014 - Archivio di Stato di Torino - Davide Peiretti “Le Stagioni dell’Informale”[2]
- 2016 - Chiostro di Voltorre (VR) - Davide Peiretti “Il pittore della musica” presentata da Philippe Daverio[3]
- 2019 - Biblioteca del Daverio - Davide Peiretti “Un viaggio attraverso pittura e musica” presentata da Philippe Daverio[4]